# Hylaeamys acritus
Hylaeamys acritus is een knaagdier uit het geslacht Hylaeamys dat voorkomt in oostelijk Bolivia. De naam is afgeleid van het Griekse woord ακριτος 'verward, twijfelachtig', naar het feit dat hij makkelijk verward kan worden met soorten als H. megacephalus en Euryoryzomys nitidus.
De rug is olijfbruin, de wangen en flanken zijn oranjeachtig, de bovenkant van de kop is donker. De vacht is lang, 9 mm op het midden van de romp. De vacht op de borst, tussen de voorpoten, is dicht en 3 tot 4 mm lang. De buikharen zijn lichtgrijs aan de basis en wit aan de top.